# 烟墩站
烟墩站位于新疆维吾尔自治区哈密市，建于1959年，是兰新铁路的一个车站。距离兰州站1262公里，距上行车站山口站20公里，距下行车站盐泉站25公里。该站隶属乌鲁木齐铁路局。

## 业务范围
- 客运：办理旅客乘降；行李、包裹托运；
- 货运：仅办理整车路用货物发到